# Zagmouzen
Zagmouzen (franska: Zagmouzen (CR), Zagmouzen (Commune Rurale), arabiska: توبقال) är en kommun i Marocko.   Den ligger i provinsen Taroudannt och regionen Souss-Massa, i den centrala delen av landet, 400 km söder om huvudstaden Rabat. Antalet invånare är 8 575.